# Anton Gennadjewitsch Worobjow
Anton Gennadjewitsch Worobjow (russisch Антон Геннадьевич Воробьёв, englisch Anton Vorobyev; * 12. Oktober 1990  in Dmitrow, Oblast Moskau, RSFSR, UdSSR) ist ein ehemaliger russischer Straßenradrennfahrer, der sich auf Zeitfahren spezialisiert hatte.

## Karriere
Anton Worobjow wurde 2008 in der Juniorenklasse Fünfter der Gesamtwertung bei der Trofeo Karlsberg. In der Saison 2010 gewann er zwei Tagesabschnitte beim Etappenrennen Polen-Ukraine. Ein paar Wochen später blieb er bei der russischen Meisterschaft im Zeitfahren der U23-Männer einen Platz hinter den Medaillenrängen. Ende August 2010 begann er beim russischen Continental Team Itera-Katjuscha als Stagiaire und unterschrieb daraufhin einen Vertrag für die folgende Saison. 2011 wurde er russischer Meister im Einzelzeitfahren der U23-Klasse und errang im September mit dem Sieg im Memorial Davide Fardelli den bis dahin größten Erfolg seiner Karriere. Eine Woche später wurde er beim Chrono Champenois – Trophée Européen Dritter hinter Luke Durbridge und Rasmus Christian Quaade. Worobjow galt als Anwärter auf eine Medaille bei den UCI-Straßen-Weltmeisterschaften 2011 eine Woche später, neben Durbridge und Quaade verdrängte ihn aber noch Michael Hepburn auf den 4. Platz. In der Saison 2012 sicherte er sich die nationalen U23-Titel sowohl im Einzelzeitfahren als auch im Straßenrennen. Nach dem vierten Platz im Vorjahr wurde er bei den Straßenradsport-Weltmeisterschaften U23-Weltmeister im Einzelzeitfahren.
Nach seinen Erfolgen wurde Worobjow zur Saison 2013 in das UCI WorldTeam von Katusha übernommen. Im Folgejahr gewann er bei den nationalen Meisterschaften den Titel im Einzelzeitfahren in der Elite. Seinen ersten internationalen Erfolg für das Team erzielte er 2014 mit dem Gewinn des Prologs der Driedaagse van West-Vlaanderen, zudem beendete er die Rundfahrt als Zweiter der Gesamtwertung. In der Saison 2016 gewann er neben zwei Etappen auch die Punkte- und die Bergwertung des Circuit Cycliste Sarthe.
Mit der Umstrukturierung des Teams Katusha zur Saison 2017 verließ Worobjow das Team und wurde Mitglied bei Gazprom-RusVelo. Im Zuge der Verjüngung des Teams wurde sein Vertrag über die Saison 2017 nicht verlängert. 2018 fuhr er für die Nationalmannschaft sowie ein Moskauer Regionalteam und gewann den Prolog zu den Five Rings of Moscow. In der Saison 2019 kehrte er noch einmal mit dem Team Gazprom-RusVelo auf die internationale Bühne zurück, blieb aber ohne zählbare Erfolge. Mit der Saison 2019 endete seine Karriere als Radprofi, danach trat er nur noch gelegentlich auf nationaler Ebene in Erscheinung.

## Erfolge
2011
- Russischer Meister – Einzelzeitfahren (U23)
- Memorial Davide Fardelli

2012
- Russischer Meister – Einzelzeitfahren (U23)
- Russischer Meister – Straßenrennen (U23)
- Weltmeister – Einzelzeitfahren (U23)

2013
- Mannschaftszeitfahren Settimana Internazionale

2014
- Russischer Meister – Einzelzeitfahren

2015
- eine Etappe Driedaagse van West-Vlaanderen

2016
- zwei Etappen, Punktewertung und Bergwertung Circuit Cycliste Sarthe

2018
- Prolog Five Rings of Moscow